# Наступ біля Кестеньги
Наступ біля Кестеньги — наступальна операція, що здійснювалася силами Карельського фронту під час німецько-радянської війни з 24 квітня по 21 травня 1942 року.

## Передумови та задум операції
По закінченні наступальних боїв в листопаді 1941 року взимку активних дій в напрямі Кестеньги не проводилося, відбувалися постійні обстріли гітлерівською артилерією та мінометами. З того часу фронтова лінія не змінювалася, причому з радянського боку позиції були досить невигідними — були відсутні дороги, противник займав переважаючі висоти, між зовнішніми флангами існували розриви до 80-100 кілометрів.
В межах здійснення загального стратегічного наступу на радянсько-гітлерівському фронту під час зимово-весняної кампанії 1942 року Ставка Верховного Головнокомандування ставить перед керівництвом Карельського фронту завдання здійснити наступальну операцію поблизу Кестеньги з метою розбити сили противника, що там знаходилися, закріпитися на рубежі, що б був західніше на той час займаного та посилити оборону Кіровської залізниці, вийшовши на рубіж річки Софьянга. Проведення операції планувалося рівночасно з Мурманською операцією, це б — згідно з задумом радянського керівництва — мало утруднити можливість маневру німецьких сил.
Здійснювати операцію мали частини 26-ї армії, котрою керував генерал Валеріан Фролов. Головний удар — на Кестеньгу — мав здійснюватися обхідним маневром з півночі — від району південніше озера Нижнє Чорне. Для проведення наступу виділялися 28-ма гвардійська стрілецька дивізія (командир — генерал Володимир Соловйов), 186-та стрілецька дивізія (генерал Стефан Коломієць), 8-ма окрема лижна бригада та 80-та морська стрілецька бригада.
Атаку в лоб Кестеньзького угрупування мала здійснювати 263-тя стрілецька дивізія, котрою керував до 30 квітня Лазар Фішман, по ньому — Федір Красавін. Наступ мав вестися вздовж дороги Лоухи — Кестеньга. На допоміжному напрямі мала діяти 67-ма морська стрілецька бригада (керував полковник Прянишников Михайло Васильович).
На планованій ділянці наступу німецькі сили мали підрозділи 6-ї гірської дивізії СС «Норд», зведена фінська дивізія та низка окремих підрозділів. При плануванні радянське керівництво оцінювало перевагу в живій силі як 2:1, в артилерії та мінометах — 1,5:1, у танках — 25 одиниць на 25, літаків 100 проти 36 противника; однак була проблема гострої нестачі набоїв.

## Перебіг бойових дій
В часі з 19 по 23 квітня здійснювалася розвідка позицій, проводилося перегрупування радянських частин та поповнення запасів.

Лижний десант на Т-34

О 6-й годині ранку 24 квітня підрозділи 23-ї та 263-ї стрілецьких дивізій одночасно починають наступ в планованому головному напрямі. До кінця дня 25 квітня радянські частини вклинюються до лінії німецької оборони вглиб на 6-7 кілометрів, 8-ма лижна бригада за 2 дні боїв подолала вглиб до 6 км і зайняла місцевість Нятовара. По допоміжних напрямах радянські сили не змогли взагалі просунутися — підрозділи 263-ї стрілецької дивізії за день боїв 24 квітня вгризлися в оборону на 500—600 метрів, після чого піхота біля дротяних загороджень була притиснута до землі вогнем. 67-ма морська бригада була зустрінута точним вогнем 12-го фінського полку, з боєм подолала за добу вглиб до 1,5-2 км.
У ніч на 25 квітня прибуває 374-й окремий танковий батальйон, що мав наступати в смузі 263-ї стрілецької дивізії, у другій половині дня піхоти поновлює наступ з 3 танками КВ та 3 Т-34, що везли також танковий десант — більше бронетехніки у цій місцевості залучити не вдалося. 2 танки КВ застрягли, один був підбитий, Т-34 не змогли діяти в наступі, піхота зазнала значних втрат.
Початок операції збігся з посиленням снігопаду, тому авіаційна та артилерійська підтримка була майже неможливою. Німецькі підрозділи зуміли зупинити радянський наступ досить невеликими силами — проти кожної дивізії чи бригади, що наступали, оборонялося в середньому по 2 батальйони, наявних у смузі наступу, використовуючи підготовані раніше вузли та рубежі оборони, а тим часом було терміново перекинуто посилення з інших ділянок фронту.
26 квітня 263-тя стрілецька дивізія поновлює наступ з танками, однак, зазнавши значних втрат — за 2 доби боїв на одному рубежі 1848 бійців, успіху не було досягнуто.
30 квітня 8-ма лижна бригада, наступаючи вздовж південного берега озера Єлетьозеро, досягає дороги Окунєва Губа — Кестеньга, просунувшись на 12 кілометрів. 23 стрілецька дивізія на цей час двома полками досягла берега озера Ярош-Ярві та одним полком південно-західного берега озера Верхнє Чорне.
Радянські частини, здійснивши перегрупування, яке почалося 1 травня, 3 травня поновлюють наступ; до вечора того дня 8-ма лижна бригада досягла західного берега Дангозера, решта частин вели бої без видимих змін. Просування відбувалося повільно, однак радянські атаки були настільки серйозними, що німецько-фінські сили під Кестеньгою опинилися в напівоточенні. Для ліквідації критичного становища, за якого цілком можливим був прорив фронту, під Кестеньгу терміново перекидається 163-тя піхотна дивізія з Ленінградського напряму, до трьох фінських полків з-під Ухти та інших фронтових відтинків. Свіжі сили змогли відітнути 6 травня лижну бригаду та 238-й стрілецький полк, котрі вийшли західніше Кестеньги; радянські підрозділи із великими втратами виходять з оточення. 7 травня оточені лижники та піхотинці окремими групами частково змогли вийти з оточення; в цих боях були вбиті командири 8-ї лижної бригади та 238-го стрілецького полку. Того ж дня керівництво приймає рішення про перехід до оборони.
Після того відбувається ще одне перегрупування радянських частин, і 10 травня відновлюється наступ, проте ніякого успіху не було досягнуто, та 11 травня з наказу Ставки ВГК залучені в операції сили переходять до оборони.
16 травня сили противника після попередньої артилерійської підготовки самі переходять в наступ у напрямі дороги Кестеньга — Окунєва Губа та на озерному перешийку біля Ярош-Ярві. До вечора 18 травня під натиском радянські частини відійшли на 1,5-3 кілометри, де провели закріплення. 20 травня Верховна рада фронту приймає рішення відвести частини на рубіж Нятонара — північно-західний берег озера Верхнє Чорне, 21 травня радянські сили перейшли до позиційної оборони.
При переході до оборони задля зайняття зручних позицій та під тиском противника частини полишили близько половини зайнятої в ході наступу території; фактично, результатом операції було відсунення лінії фронту на захід до 4-5 кілометрів.

## Післямова
Одним із головних результатів стало виснаження сил фронту та відмова від планованого літнього наступу 1942 року.
На підготовку фронтової операції відводилося 2 тижні, що було недостатнім терміном; в наступаючих військах була недостатня кількість інженерно-саперних частин — це за умов бездоріжжя та ускладненої для проходження місцевості. Дії вищого фронтового керівництва були одноманітними — численні атаки одних і тих же рубежів. Обходи оборони противника та проникнення вглиб неї також не вдавалися — на відміну від фінських частин. Фронтова артилерія практично розкидала снаряди, не маючи практики обстрілу позицій в лісистій пересіченій місцевості. Провальною була радянська спроба використати танки — майже всі вони загрузли перед ворожими укріпленнями під час наступу.
Згідно орієнтовних даних, втрати фінських військ радянською стороною рахувалися на 5000 вбитими; фінські військові сповіщали своє керівництво про 11000 вбитих радянських військових — фінський офіцер інформації О. Пааволайнен.